# Pieter Uitermark
Petrus Johannes (Pieter) Uitermark (Zwanenburg, 1940 − 5 juli 2019) was een Nederlands econoom en hoogleraar aan de Universiteit van Amsterdam.

## Biografie
Uitermark behaalde in 1961 zijn kandidaats- en in 1967 zijn doctoraal examen economie aan de Universiteit van Amsterdam. Hij trad in dienst van het ministerie van Economische Zaken waar hij van 1978 tot 1983 directeur mededinging was, en na die datum raadadviseur. Hij promoveerde in 1990 aan de Erasmusuniversiteit te Rotterdam op Economische mededinging en algemeen belang. In de media gaf hij geregeld zijn opinie, onder andere over het mededingingsbeleid in Nederland. Zo gaf hij onder andere aan dat in de jaren 1980 en 1990 dit geen belangrijk beleidsonderwerp was, en er dan ook geen ambtenaren aan te trekken waren voor dit vakgebied. Per 1 januari 1992 werd hij benoemd tot hoogleraar externe organisatie aan zijn alma mater; hij aanvaardde dat ambt op 23 maart 1994 met de rede Grensverkeer. Hij speelde ook een rol in de discussies over de vaste boekenprijs, hoewel zijn standpunt ter zake ook kritisch werd benaderd, bijvoorbeeld door uitgever Laurens van Krevelen. In de loop van decennia publiceerde hij talloze artikelen op zijn vakgebied. Per 1 maart 2002 ging hij met emeritaat.
Prof. dr. P.J. Uitermark overleed in 2019 op 79-jarige leeftijd.